# Parabapta
Parabapta là một chi bướm đêm thuộc họ Geometridae.